# Xinó Neró
Pour les articles homonymes, voir Xino et Nero.
Xinó Neró, en grec moderne : Ξινό Νερό, auparavant appelé Exí Sou et Áno Vérbiani (Εξί Σου - Άνω Βέρμπιανη), est un village du dème d'Amýnteo, district régional de Flórina, en Macédoine-Occidentale, Grèce.
Selon le recensement de 2011, la population du village compte 1 081 habitants.